# Jerry Adriani
Jerri Adriani, de son nom civil Jair Alves de Souza (né le 29 janvier 1947 à São Paulo et décédé le 23 avril 2017 à Rio de Janeiro), est un chanteur, auteur-compositeur, auteur et animateur brésilien. Il commence sa carrière en tant que chanteur du groupe Os Rebeldes, puis présente des programmes rock sur TV Tupi à São Paulo et A Grande Parada avec Betty Faria, une émission qui présente des interprètes notoires de la musique brésilienne.

## Biographie

### Jeunesse et carrière
Né Jair Alves de Souza le 29 janvier 1947 dans le quartier de Brás à São Paulo, il commence sa vie professionnelle en 1964 avec l'enregistrement de son premier album, Italianíssimo, et enregistre la même année son deuxième album, Credi a Me. Son nom de scène est inspiré de deux artistes étrangers : l'acteur américain Jerry Lewis et le chanteur italien Adriano Celentano
En 1965, il sort Um Grande Amor, son premier album enregistré en portugais. Il devient présentateur de l'émission Excelsior a Go Go, sur l'ancienne TV Excelsior de São Paulo, aux côtés de Luís Aguiar ; il présente des morceaux de Os Vips, Os Incríveis, Trini Lopez, et Cidinha Campos, entre autres.
Entre 1967 et 1968, à TV Tupi à São Paulo, il présente A Grande Parada, aux côtés d'artistes tels que Neyde Aparecida, Zélia Hoffmann, Betty Faria et Marília Pera, une comédie musicale en direct qui mettait en vedette de grands noms de la música popular brasileira. Il apparait dans trois films en tant qu'acteur et chanteur : Essa Gatinha é Minha (avec Peri Ribeiro et Anik Malvil), Jerry, A Grande Parada, Jerry em busca do tesouro (avec Neyde Aparecida et les Pequenos Cantores da Guanabara). En 1969, il reçoit le titre de citoyen de Rio de Janeiro.
C'est lui qui incite Raul Seixas à s'installer à Rio de Janeiro. Ils étaient amis depuis l'époque où Raul avait un groupe à Salvador appelé Raulzito e os Panteras, qui est ensuite le groupe d'accompagnement de Jerry pendant trois ans. Parmi les morceaux joués par le groupe, toutes deux composées par Raulzito, figuraient Tudo Que É Bom Dura Pouco, Tarde Demais et Doce, Doce Amor.
Entre 1969 et 1971, Raul Seixas est son producteur, jusqu'à ce qu'il entame sa carrière solo. Dans les années 1970, il donne des concerts au Venezuela, au Pérou, aux États-Unis, au Mexique, au Canada et dans d'autres pays. En 1975, il participe à une comédie musicale à l'hôtel Nacional, intitulée Brazilian Follies, dirigée par Caribe Rocha, qui dure un an et demi. Pendant cette période, il s'adonne à la soul, enregistrant des chansons de Hyldon, Paulo César Barros. En juillet 1981, Jerry connait l'un de ses plus grands succès en plein air. Engagé par le radiodiffuseur Marcos Niemeyer, il donne un concert au parc des expositions Governador Valadares, dans le Minas Gerais, devant plus de 30 000 spectateurs. Le jour du concert, le chanteur vient à l'émission de variétés Resenha do Jegue, que Marcos présentait quotidiennement aux côtés du regretté communicateur Beto Teixeira sur la défunte Radio Ibituruna à Valadares.
Au début des années 1990, il enregistre un disque qui rappelle les origines du rock 'n' roll, intitulé Elvis Lives, un hommage à Elvis Presley, le 24e disque de sa carrière. En 1994, à l'invitation de Cecil Thiré, il participe au feuilleton 74.5 : Uma Onda no Ar, produit par TV PLUS et diffusé sur Rede Manchete, qui est également diffusé au Portugal avec un grand succès. En 1999, il publie en italien l'album Forza Sempre, enregistré uniquement avec des morceaux du groupe Legião Urbana. Le morceau Santa Luccia Luntana est inclus dans la bande-son de la telenovela Terra Nostra.

### Décès
Jerry Adriani décède le 23 avril 2017 à l'âge de 70 ans des suites d'un cancer du pancréas. La maladie progresse rapidement après deux semaines d'hospitalisation à l'hôpital Vitória de Barra da Tijuca, à Rio de Janeiro. Depuis le 2 mars, le chanteur était soigné pour une thrombose veineuse à la jambe, mais continue à se produire jusqu'à la fin du mois. Son corps est enterré au cimetière São Francisco Xavier, à Caju,. Jerry avait trois enfants et un petit-enfant.

### Postérité
Le 12 septembre 2023, la Fundação Anita Mantuano de Artes do Estado do Rio de Janeiro (Funarj) annonce avoir reçu la collection du chanteur et acteur Jerry Adriani en vue de sa préservation, offerte par le réalisateur Thadeu Vitoria, fils de Jerry. La collection rassemble des paroles de chansons, des instruments de musique et d'autres objets importants de la carrière de l'artiste. Elle sera ultérieurement inventoriée et cataloguée par l'institution afin d'être mise à la disposition des chercheurs et des spécialistes. 

## Discographie

### Albums studio
- 1964 : Italianíssimo
- 1964 : Credi a me
- 1965 : Um grande Amor
- 1966 : Devo tudo a Você
- 1967 : Vivendo sem Você
- 1967 : Dedicado a Você
- 1968 : Esperando Você
- 1969 : Jerry Adriani (réédité en 1971, 1973, 1975, 1977, et 1980)
- 1970 : Jerry  (réédité en 1972, 1988,
- 1971 : Pensa em Mim
- 1983 : Pra Lembrar de Nós Dois
- 1985 : Tempos Felizes
- 1986 : Outra Vez Coração
- 1989 : Parece que foi Ontem
- 1992 : Doce Aventura
- 1995 : Elvis Vive
- 1996 : Rádio Rock Romance
- 1997 : Io
- 1999 : Forza Sempre
- 2000 : Tudo Me Lembra Você
- 2002 : O Som do Barzinho Italiano
- 2008 : Jerry Adriani Acústico e Ao Vivo

### Autres
- 1995 : 30 anos da Jovem Guarda (5 CD, PolyGram).
- 1997 : Participation à la bande-son de A Indomada sur Rede Globo.
- 2000-2001 : Participation à la bande-son de novelas et rééditions d'Elvis Presley.

## Filmographie

### Films
- 1966 : Essa Gatinha É Minha - avec Pery Ribeiro et Anik Malvil
- 1967 : Jerry, A Grande Parada
- 1967 : Jerry em Busca do Tesouro - avec Neyde Aparecida et Os Pequenos Cantores da Guanabara

### Télévision
- 1994 : 74.5 Uma Onda no Ar - Roberto
- 1998 : Programa Mil Faces
- 2001 : Malhação - Bruno
- 2009 : Zorra total - Ele mesmo
- 2010 : A Grande Família - Celso Tadeu
- 2011 : Macho Man - Oliver
- 2013 : A Grande Família - Ele mesmo